# Seznam rybníků v okrese Cheb
Seznam rybníků v okrese Cheb zahrnuje rybníky, které se nalézají v okrese Cheb. Jsou zde zařazeny vodní plochy, jejichž rozloha přesahuje 5 hektarů či jsou tato vodní díla něčím významná (např. jsou vyhlášena jako chráněné území).

## Seznam
| Vodní plocha          | Obrázek | Rozloha (ha) | Vodní tok           | Obec              | GPS                              | Poznámky                           |
| --------------------- | ------- | ------------ | ------------------- | ----------------- | -------------------------------- | ---------------------------------- |
| Amerika               |         | 45           | nepojmenovaný       | Františkovy Lázně | 50°6′38″ s. š., 12°19′11″ v. d.  | Přírodní rezervace                 |
| Betlémský rybník      |         | 29,2         | Teplá               | Teplá             | 49°57′40″ s. š., 12°50′55″ v. d. |                                    |
| Starý rybník          |         | 15,4         | Teplá               | Teplá             | 49°57′24″ s. š., 12°52′49″ v. d. |                                    |
| Kladský rybník        |         | 12           | Pramenný potok      | Mariánské Lázně   | 50°1′36″ s. š., 12°40′38″ v. d.  |                                    |
| Kravský rybník        |         | 11,9         | nepojmenovaný       | Trstěnice         | 49°54′40″ s. š., 12°40′44″ v. d. |                                    |
| Ptačí rybník          |         | 11,2         | nepojmenovaný       | Františkovy Lázně | 50°7′2″ s. š., 12°19′36″ v. d.   |                                    |
| Lido                  |         | 10           | nepojmenovaný       | Mariánské Lázně   | 49°56′30″ s. š., 12°41′22″ v. d. | Hamrnický rybník                   |
| Plochý rybník         |         | 10           | Lesní potok         | Libá              | 50°6′39″ s. š., 12°17′25″ v. d.  |                                    |
| Pírka                 |         | 9,9          | nepojmenovaný       | Teplá             | 49°58′57″ s. š., 12°53′57″ v. d. |                                    |
| Velký knížecí rybník  |         | 9,5          | nepojmenovaný       | Mariánské Lázně   | 49°57′16″ s. š., 12°40′23″ v. d. |                                    |
| Ovčí rybník           |         | 9,2          | nepojmenovaný       | Teplá             | 49°58′4″ s. š., 12°53′59″ v. d.  |                                    |
| Okouní rybník         |         | 9,1          | nepojmenovaný       | Františkovy Lázně | 50°6′52″ s. š., 12°18′9″ v. d.   |                                    |
| Miska                 |         | 8,9          | nepojmenovaný       | Františkovy Lázně | 50°6′48″ s. š., 12°18′40″ v. d.  |                                    |
| Senný rybník          |         | 8,3          | Senný potok         | Trstěnice         | 49°55′28″ s. š., 12°41′31″ v. d. |                                    |
| Zaječí rybník         |         | 8,2          | nepojmenovaný       | Trstěnice         | 49°55′2″ s. š., 12°41′41″ v. d.  |                                    |
| Nebesák               |         | 7,8          | nepojmenovaný       | Poustka           | 50°7′57″ s. š., 12°16′6″ v. d.   |                                    |
| Mlýnský rybník        |         | 6,8          | Stodolský potok     | Františkovy Lázně | 50°8′25″ s. š., 12°20′59″ v. d.  |                                    |
| Nový rybník           |         | 6,4          | nepojmenovaný       | Františkovy Lázně | 50°6′33″ s. š., 12°18′51″ v. d.  |                                    |
| Velký ostrovní rybník |         | 6,3          | nepojmenovaný       | Mariánské Lázně   | 49°57′12″ s. š., 12°40′40″ v. d. |                                    |
| Sladovský rybník      |         | 6,2          | Teplá               | Teplá             | 49°58′28″ s. š., 12°51′52″ v. d. | Malzteich                          |
| Velký Hofman          |         | 5,8          | nepojmenovaný       | Františkovy Lázně | 50°9′2″ s. š., 12°20′9″ v. d.    |                                    |
| Pivovarský rybník     |         | 5,8          | nepojmenovaný       | Teplá             | 49°58′6″ s. š., 12°51′59″ v. d.  |                                    |
| Horní rybník          |         | 5,2          | nepojmenovaný       | Františkovy Lázně | 50°7′11″ s. š., 12°19′18″ v. d.  |                                    |
| Libský rybník         |         | 5            | Vlastislavský potok | Libá              | 50°7′49″ s. š., 12°14′49″ v. d.  |                                    |
| Pomezní rybník        |         | 0,47         | nepojmenovaný       | Pomezí nad Ohří   | 50°5′5″ s. š., 12°15′30″ v. d.   | Přírodní rezervace                 |
| Studna u Lužné        |         |              | Lesní potok         | Cheb              | 50°6′14″ s. š., 12°17′4″ v. d.   | skupina rybníků přírodní rezervace |
| U Sedmi rybníků       |         |              | Vonšovský potok     | Vojtanov          | 50°9′32″ s. š., 12°20′8″ v. d.   | skupina rybníků přírodní rezervace |